# Руска правда
„Руска правда“ (староруски: „Правда русьская“, руски: „Ру́сская пра́вда“, украински: „Руська Правда“) е сборник със закони на Киевска Рус.

Знае се за 3 версии на „Руска правда“: кратка (Краткая версия), пространна (Пространная версия) и съкратена (Сокращенная версия). Днес има запазени около 110 версии на „Руска правда“, от които 6 са от кратката, 2 са от съкратената и около 100 са от пространната версия.

## Откъс
Ако мъж убие мъж: то брат отмъщава за брата, или син за бащата, или братовчед, или племенник; ако никой няма да отмъсти, то 80 гривни за убития, ако е княжески мъж или княжески управител; ако е русин, или грид, или търговец, или болярски управител, или мечник (мечоносец), или изгой (изпаднал), или славянин, то 40 гривни за убития.
:Убьет муж мужа, то мстит брат за брата, или сын за отца, или двоюродный брат, или племянник; если не будет никто мстить, то 80 гривен за убитого, если будет княжеский муж или княжеский управитель; если будет русин, или гридь, или купец, или боярский управитель, или мечник, или изгой, или словенин, то 40 гривен за убитого.